# خیاط (مجموعه تلویزیونی)
خیاط (انگلیسی: The Tailor)، یک مجموعه تلویزیونی ترکی با بازی چاغاتای اولوسوی، صالح بادمجی، Şifanur Gül و الگون شیمشک است. این سریال توسط OGM Pictures تهیه شده و توسط Cem Karcı کارگردانی شده است. این سریال در تاریخ 2 مه 2023 در نتفلیکس پخش شد.